# Le Corps mince de Françoise
Le Corps mince de Françoise (en abrégé LCMDF) est un groupe finlandais d'electropop, originaire d'Helsinki.

## Histoire
Originaire d'Helsinki, Emma Kemppainen produit ses premiers morceaux à partir de 2006, qu'elle publie sur sa page Myspace. Après les premiers retours positifs sur les morceaux, elle se produit avec sa sœur Mia, qui avait étudié la guitare classique. La troisième à rejoindre le groupe est Malin Nyqvist, qui avait appris le piano dès son plus jeune âge. Ils choisissent le nom de groupe en français « Corps mince de Françoise », qui fait référence au chat anorexique décédé de Nyqvist.
Après avoir attiré l'attention de l'industrie musicale sur le groupe grâce à des articles sur des blogs musicaux, un premier contrat de distribution est signé avec un label discographique britannique. En 2008, son premier single Ray-Ban Glasses sort sur le label New Judas. En janvier 2009, Emma Kemppainen déménage à Berlin. Après des divergences avec son ancien management et des réflexions sur un retour à Helsinki, Malin Nyqvist quitte le groupe,. Depuis, les deux sœurs ne se produisent plus qu'en duo. LCMDF est le premier groupe finlandais à avoir effectué une tournée au Royaume-Uni avec le New Musical Express. Le groupe se produit en direct sur BBC Radio 1 en 2011, et travaille avec le producteur britannique Dave « Switch » Taylor, connu pour son travail avec Major Lazer.
En 2011, le premier album du groupe Love and Nature sort sur Heavenly Recordings. Le single Fooled, sorti en 2015, arrive en tête de la playlist pop du magazine The Guardian.

## Discographie

### Albums studio
- 2011 : Love and Nature (Heavenly Recordings)

### Singles et EP
- 2008 : Ray-Ban Glasses (New Judas)
- 2009 : Something Golden (Kitsuné Music)
- 2009 : Bitch of the Bitches (Relentless Records)
- 2010 : Gandhi (Heavenly)
- 2012 : Mental Health Pt. 1 (EP, FAN Recordings)